# Teitur Lassen

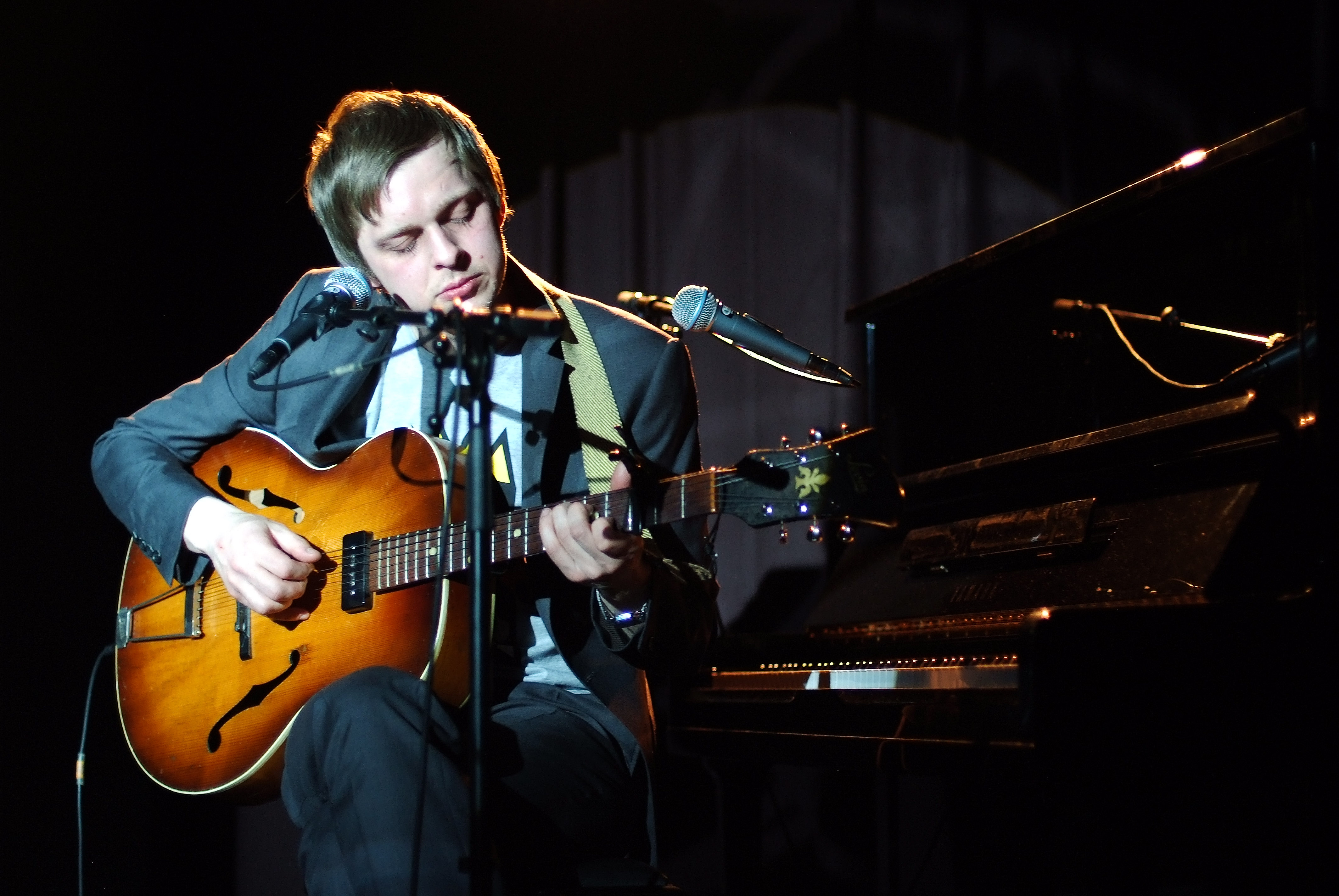
Teitur Lassen (2009)

Teitur Lassen (* 4. Januar 1977 in Tórshavn, Färöer, meist nur Teitur) ist ein färöischer Liedermacher.

## Karriere
Teitur musiziert seit seinem 13. Lebensjahr. Er fing mit einer Orgel an, griff aber schnell zu Klavier und Gitarre. Im Alter von 17 Jahren zog er mit seinen Eltern nach Holstebro in Dänemark. 1996 erschien auf den Färöer-Inseln das Debüt-Album Mark No Limits der gleichnamigen Band mit Teitur als Leadsänger und Gitarristen. 1997 gewann diese Gruppe den färöischen Rock/Pop Songcontest Prix Føroya.
2002 kam mit Sólin og Regnið (Sonne und Regen) ein Album auf Färöisch heraus, im selben Jahr unterzeichnete er einen Plattenvertrag mit Universal Records und zog für zwei Jahre nach New York. Heute lebt er in London.
Das Album Poetry & Aeroplanes, 2003 von Rupert Hine produziert, wurde von internationalen Kritikern als eine der besten Platten jenes Jahres bezeichnet. Er wurde mit Sting und Paul Simon verglichen, ohne sie aber zu kopieren. Nie zuvor hatte ein Färinger einen derartigen internationalen Erfolg.
Das 2006 erschienene Album Stay under the Stars war sofort in den dänischen und färöischen Charts. Im September erschien es auch in Deutschland. Eine Singleauskopplung hieraus ist Louis Louis – eine Hommage an Louis Armstrong, Teiturs großes Vorbild.
Am 14. Mai 2007 kam auf den Färöern das Album Káta Hornið heraus. Es ist nur für den färöischen und isländischen Handel konzipiert und komplett in färöischer Sprache getextet. Zunächst war es nur für den kleinen färöischen Markt gedacht, doch die Nachfrage ging weit darüber hinaus. Teitur ist seiner Heimat auch sonst treu geblieben und spielte z. B. auf dem G! Festival.
Am 3. März 2007 gewann Teitur den Danish Music Awards („dänischer Grammy“) in der Kategorie bester dänischer Sänger. Das ist der höchste Musikpreis, den ein Künstler in Dänemark erlangen kann. 2008 eröffnete er die Hauptbühne des Roskilde-Festivals. Eine Ehre, die internationalen Stars vorbehalten ist.
2008 erschien mit The Singer sein drittes internationales Album. Am 28. Februar 2009 erhielt er dafür seinen zweiten „Dänischen Grammy“.
Teitur wirkte 2016 aktiv beim Songwriting und der Produktion Judith Holofernes’ zweiten Soloalbums "Ich bin das Chaos" mit, welches im Frühjahr 2017 erschien.  Weiterhin war er auf der dazugehörigen Tour als Support-Künstler sowie als Teil Judith Holofernes’ Band beteiligt.

## Diskographie

### Studioalben
- Mark No Limits (tutl Creative Music, 1996)
- Sólin og Regnið (färöisch) (Teitur Songs, 2002)
- Poetry & Aeroplanes (Universal Records, 2003)
- Stay Under the Stars (Arlo & Betty Recordings, 2006)
- Káta Hornið (auf Färöisch, Tutl, 2007)
- The Singer (Arlo & Betty Recordings/Playground Music 2008)
- Let the Dog Drive Home (Arlo & Betty Recordings/Playground Music 2010)
- Story Music (Arlo & Betty Recordings, 2013)
- I Want To Be Kind (Ferryhouse, 2018)
- Teitur & Aarhus Jazz Orchestra Songs from a Social Distance (Stunt, 2022)[4]

### Anderes
- Rubber & Soul – Single zusammen mit Ane Brun (2006)
- Louis Louis – Singleauskopplung von "Stay under the Stars" (2006)
- All My Mistakes , Kompilation (2009)
- A Night at the Opera, Live-CD & -DVD (2010)
- John Frandsen - Requiem (dacapo, 2013)
- Modern Era, EP (4 Titel), Online-Veröffentlichung (2020)
- Teitur & Aarhus Jazz Orchestra: Songs from a Social Distance (2023)